# 1502 en musique classique
| \| • Retour à la chronologie générale de la musique classique • \| |
| Grèce • Rome • Haut Moyen Âge • VIIIe siècle • IXe siècle • Xe siècle • XIe siècle XIIe siècle • XIIIe siècle • XIVe siècle • XVe siècle • XVIe siècle • XVIIe siècle XVIIIe siècle • XIXe siècle • XXe siècle • XXIe siècle |
| • Retour à la chronologie générale de la musique classique • |

| Années en musique classique : 1499 - 1500 - 1501 - 1502 - 1503 - 1504 - 1505    |
| Décennies en musique classique : 1470 - 1480 - 1490 - 1500 - 1510 - 1520 - 1530 |

## Événements
- Canti B (Harmonice Musices Odhecaton), publié par Petrucci à Venise.

## Naissances
- 27 juillet : Francesco Corteccia, compositeur, organiste et maître de chapelle italien († 7 juin 1571).